# Basilius Amerbach (młodszy)
Basilius Amerbach (ur. 1 grudnia 1533 w Bazylei, zm. 25 kwietnia 1591 tamże) – bazylejski prawnik, profesor prawa rzymskiego.

## Życiorys
Był synem Bonifaciusa Amerbacha (1495-1562), profesora prawa i Marthy Fuchs (1505-1541). Należał do rodu Amerbachów, bazylejskich uczonych i drukarzy.
W latach 1552–1559 studiował prawo w Tybindze, u Matteo Gribaldiego w Padwie, w Bolonii i u François Douarena w Bourges. Wiele wtedy podróżował po Włoszech i Francji. W 1560 odbywał praktyki w sądzie Rzeszy (Reichkammergericht) w Spirze. W 1560/1561 uzyskał w Bolonii tytuł doktora prawa.
W 1561 poślubił córkę zamożnego mieszczanina Jakoba Rüda i Dorothei Schmidt Esther. Ze względu na planowane małżeństwo ojciec wezwał go z powrotem do Bazylei. Z Esther miał jednego syna, Boniaciusa (Bonifaciulusa) który zmarł w 1562, tego samego dnia co matka.
Osiadł wtedy w rodzinnym mieście, na Uniwersytecie Bazylejskim został profesorem prawa. Od 1581 był syndykiem miejskim (Stadtsyndikus). Podobnie jak ojciec, Basilius był wziętym prawnikiem.
Był ostatnim przedstawicielem rodu Amerbachów. Dziedzictwo rodu przejął Ludwig Iselin, siostrzeniec (syn Faustiny Amerbach) i wychowanek Basiliusa.

## Dzieło

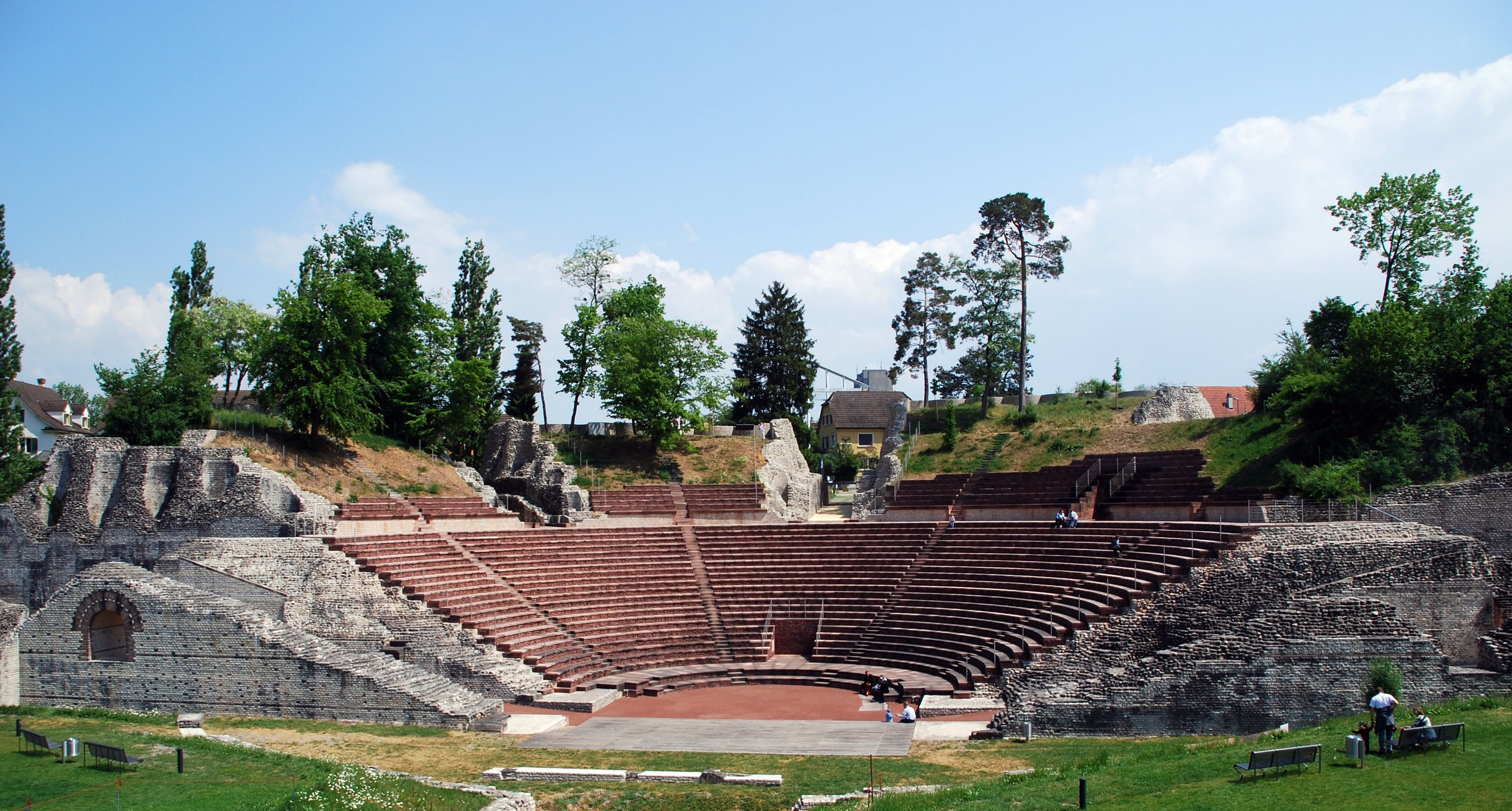
Teatr w Augusta Raurica

Basilius niezwykle rozwinął zbiory sztuki i zabytków rodu Amerbachów. Posiadał rozległą wiedzę na temat kultury starożytnej, był znawcą numizmatyki i epigrafiki rzymskiej. Systematycznie rozwijana przez niego kolekcja sztuki, pamiątek rodzinnych i wszelkiego rodzaju zabytków, Amerbachkabinett, w 1662 przeszła na własność miasta Bazylei, stając się podstawą zbiorów współczesnych muzeów bazylejskich (Muzeum Sztuki w Bazylei).
Był jednym z pionierów archeologii na północ od Alp. Zlecił wykopaliska na terenenie teatru rzymskiego w Augusta Raurica nieopodal Bazylei – stanowiły one pierwsze tego rodzaju przedsięwzięcie badawcze Europy Północnej.
Skrupulanie zbierał wszelkiego rodzaju informacje erudycyjne o starożytności i humanizmie. Jako uczony nie odznaczał się jednak kreatywnością, jego działalność ma charakter antykwaryczny i epigoński.
Jego korespondencja oraz spuścizna prawnicza znajduje się w zbiorach Universitätsbibliothek Basel.